# Aleksandra Beltsova
Aleksandra Belcova (Suraj, gubèrnia de Txernígov, 17 de març de 1892 – Riga, RSS de Letònia, 1 de febrer de 1981) fou una pintora letona-russa. Va estudiar a l'Escola d'Art de Penza i al Taller d'Art Lliure de Petrograd. Es va traslladar a Letònia el 1919 juntament amb Romas Suta, just després de la fi de la primera guerra mundial, i va entrar al Grup d'Artistes de Riga. En els anys següents, Belcova va participar en les exposicions del grup Roller i de l'Associació d'Artistes Gràfics de Riga. Les seves pintures van ser majoritàriament retrats i natures mortes, començant com a cubista i migrant posteriorment al realisme. Els seus mitjans van ser l'oli, l'aquarel·la, les arts gràfiques i també porcellana.